# Etnicisme
Etnicisme is de neiging aan een bepaalde etnische groep een aantal collectief geachte kenmerken toe te schrijven. Deze kenmerken kunnen gaan van het toekennen van cultureel bepaalde gedragspatronen tot religieus gemotiveerd geachte gedragingen tot puur racistische oogpunten als onvervreemdbaar geachte karaktertrekken.
De antiracistische beweging noemt etnicisme ook wel alledaags racisme, zoals door Philomena Essed omschreven in haar gelijknamige boek.
Door sommigen als etnicistisch beschouwde politici als Dyab Abou Jahjah en Filip Dewinter verwachten dat bepaalde etnische groeperingen langs etnisch/religieuze lijnen aan politiek zullen gaan doen; in de praktijk blijkt dat sociaal-economische factoren veel meer sturend zijn voor iemands politieke gedrag (zoals bij verkiezingen), al houden alle partijen rekening met etnische voorkeurstemmen.

## Etnocentrisme
Indien men etnicisme verbindt met het oordeel dat de eigen etniciteit centraal gesteld moet worden, beoefent men het etnocentrisme. Vaak gebeurt dat vanuit het waardeoordeel dat de eigen cultuur "beter" is en als uitgangspunt kan dienen.
Indien de etniciteit van Europeanen centraal gesteld wordt spreekt men van Eurocentrisme. Deze term wordt ook in politiek opzicht gehanteerd. Hetzelfde geldt voor de term Amerikanisme.